# Cindy Sherman
Cindy Sherman (anglès: Cynthia Morris Sherman)  (Glen Ridge, 19 de gener de 1954) és una fotògrafa i directora de cinema nord-americana.
Des de principis de la dècada de 1970, Cindy Sherman ha treballat en una sèrie de fotografies escenificades en què va alternant diferents papers i personatges, en molts casos associats amb narratives de ficció. Sherman ha mostrat sempre un punt de vista definit i intencionat, més que la majoria d'artistes joves de la seva època. Cada fase de la seva obra s'esdevé a partir de l'anterior, amb una lògica implacable. Crida especialment l'atenció la determinació amb la qual va traçar el seu propi camí quan encara era estudiant.
Des del principi, les seves idees i tècniques van combinar elements narratius i conceptuals amb una visió fílmica i de performance. L'obra primerenca de Sherman pot dividir-se en tres fases. En la primera, es va centrar en la cara i va aprendre a explorar el seu ampli potencial expressiu mitjançant el maquillatge i la mímica, com a Untitled (ABCDE) (Sense títol [ABCDE], 1975). En la segona, es va dedicar a retallar imatges fotogràfiques de figures específiques. Sherman va utilitzar aquest mètode per retallar els seus personatges com a «nines» en paper fotogràfic, per exemple a Untitled (Murder Mystery People) (Sense títol, [Sospitosos d'assassinat], 1976/2000). En aquesta sèrie explica una ficció hollywoodiana a l'estil d'Agatha Christie amb els seus típics personatges, tots 17 representats per l'artista, que és també qui fa les fotografies. En la tercera fase, Sherman va produir estudis sociològics: la fotografia Untitled (Doctor and Nurse) (Sense títol, [doctor i infermera], 1980), mostra una infermera, en una actitud gairebé d'adoració, davant un metge.
L'any 2025 es va presentar a la galeria Hauser & Wirth de l'Illa del Rei de Maó una exposició retrospectiva de Cindy Sherman, comissariada per Tanya Barson. L'exposició conté obres molt diverses —blanc i negre i color, petites i grans dimensions, etc.— però amb un fil en comú: són autoretrats en què Sherman «interpreta» dones diferents.